# Red Bull Cliff Diving World Series

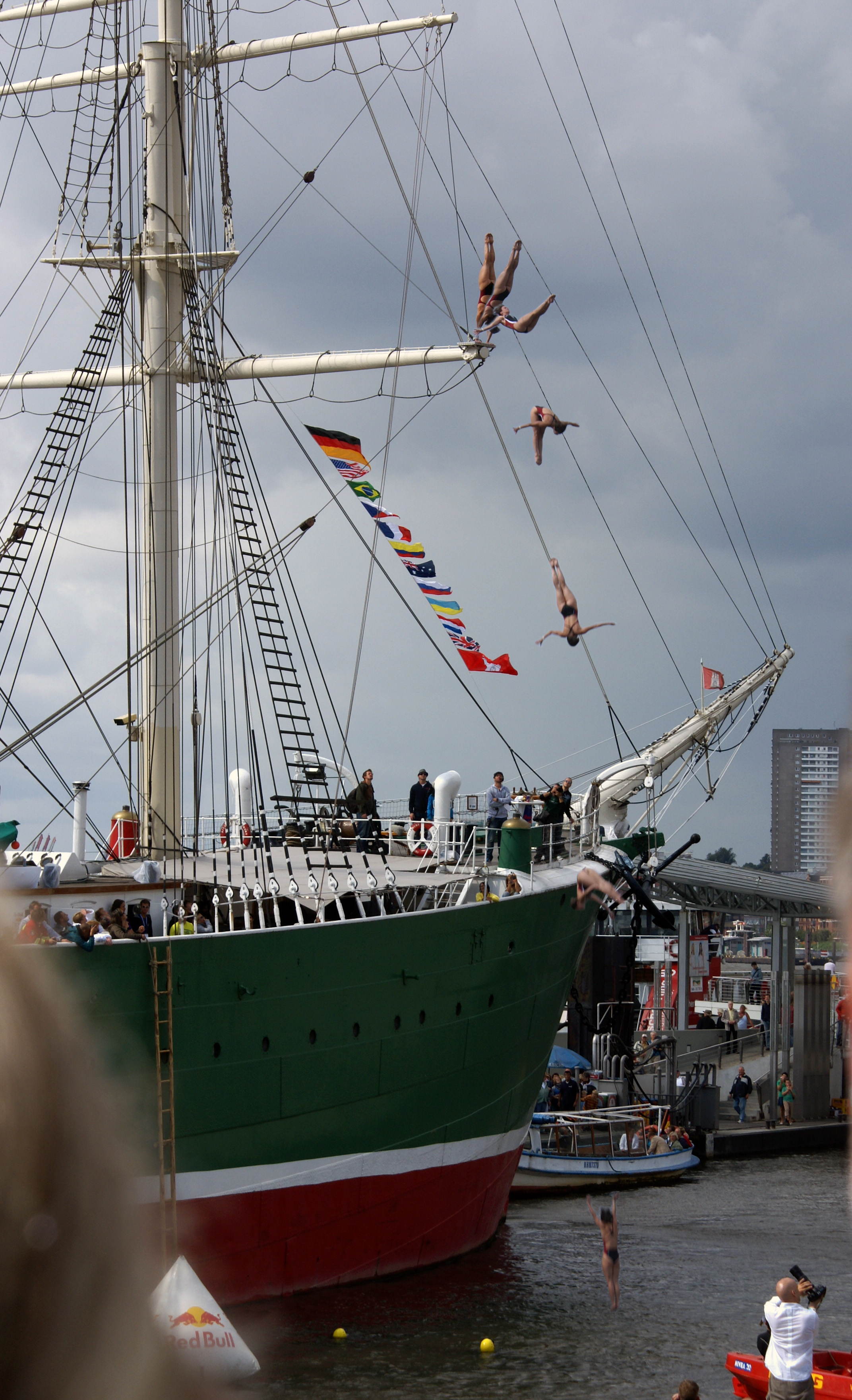
Red Bull Cliff Diving World Series 2009 in Hamburg (Deutschland)

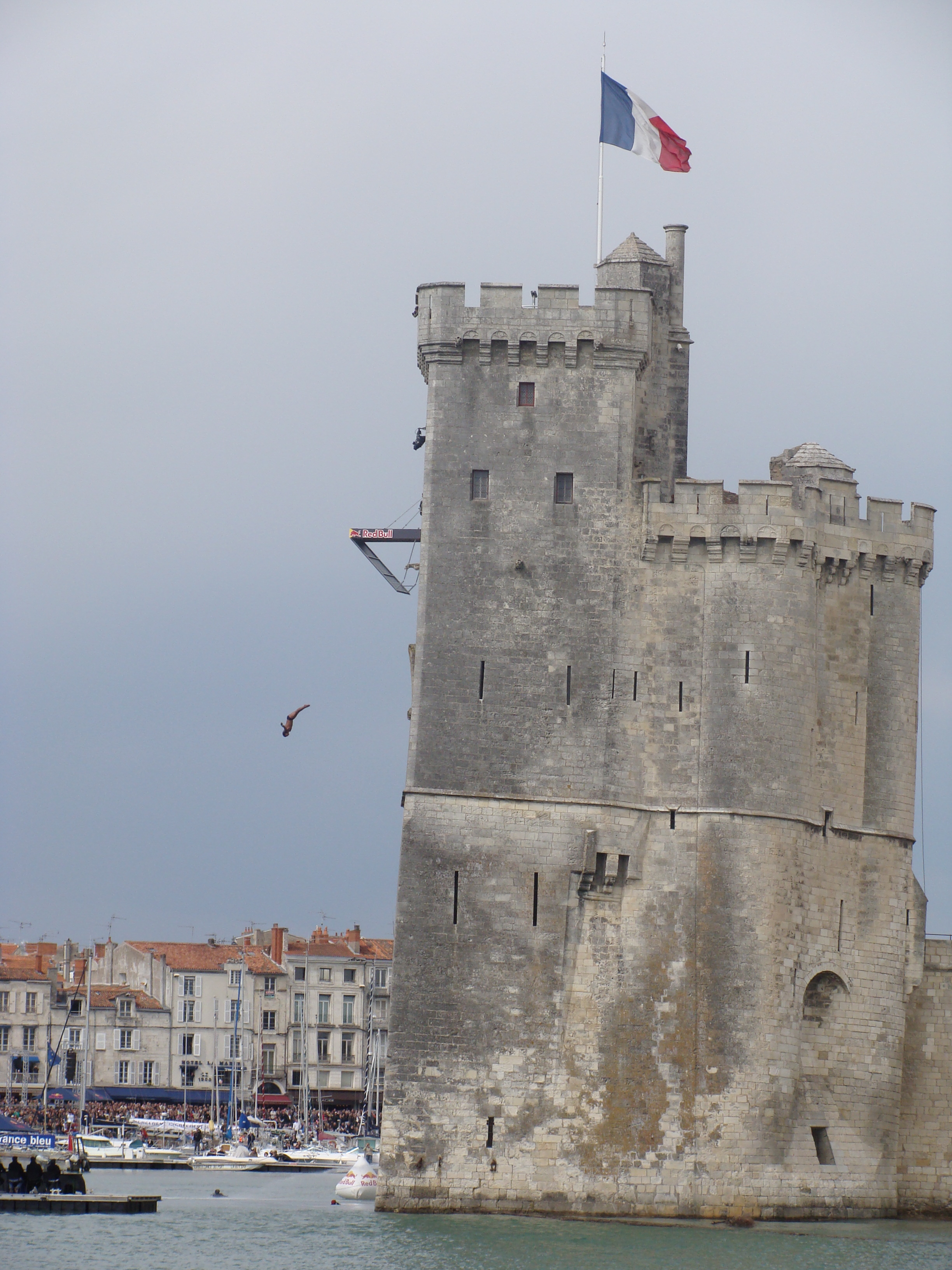
Red Bull Cliff Diving World Series 2010 in La Rochelle (Frankreich)

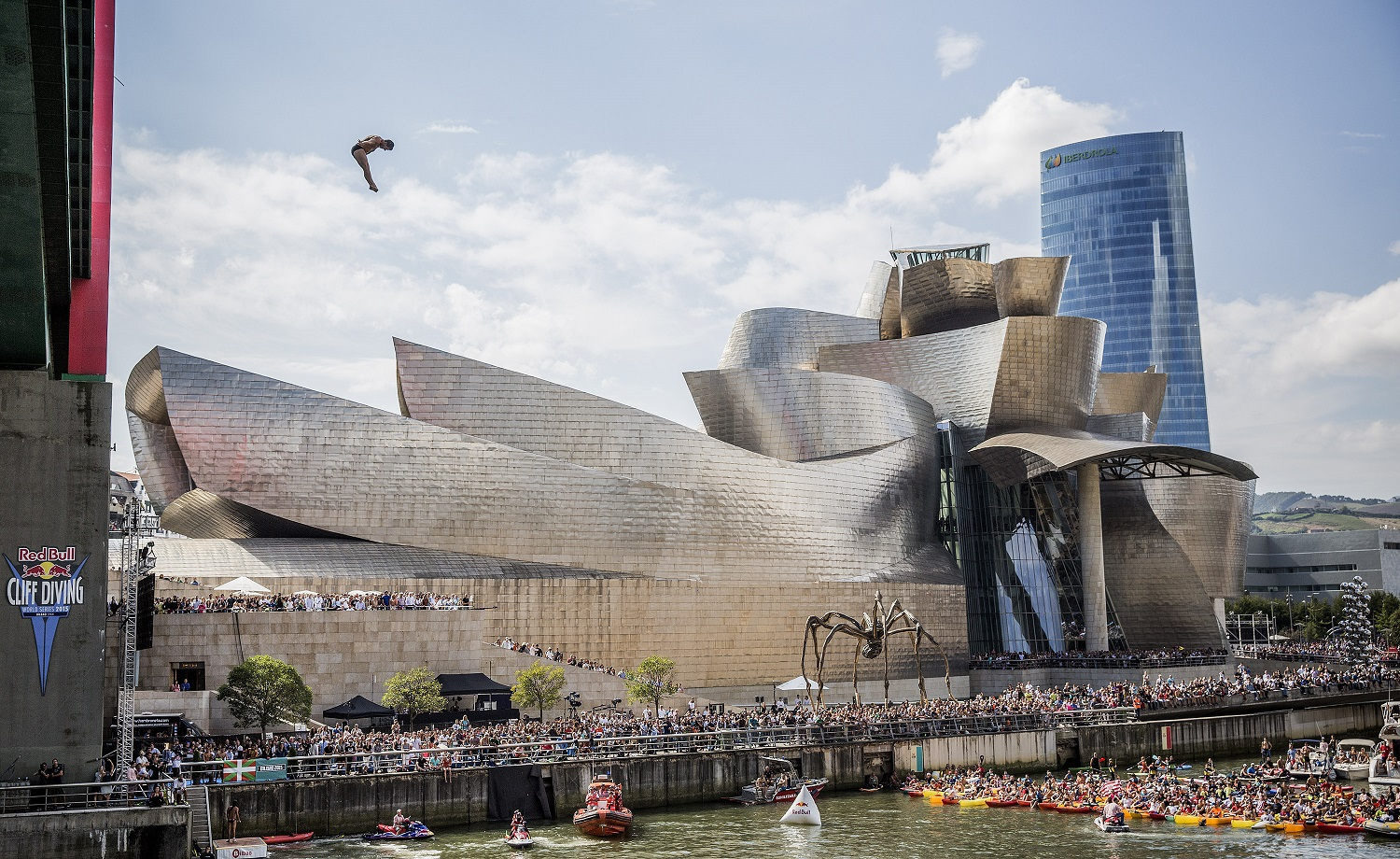
Eine Person beim Sprung von einer Plattform in 27,5 Meter Höhe an der La Salve Bridge (2015)

Die Red Bull Cliff Diving World Series sind jährlich stattfindende internationale Klippenspringwettkämpfe, die seit 2009 von dem Unternehmen Red Bull veranstaltet werden. Seit 2014 nehmen auch Frauen an den Red Bull Cliff Diving World Series teil. Im Rahmen dieser Wettkämpfe wird unter den Athleten jeweils der Cliff Diving World Series-Sieger bestimmt. Die Wettkämpfe laufen stets getrennt zwischen Frauen und Männern ab, finden aber am selben Tag und Standort statt. Die Standorte sind rund um den Globus verteilt und können von einer zu nächsten Red Bull Cliff Diving World Series variieren.
Der Ursprung des Klippenspringens liegt in Kaunolū, einem von 13 ahupuaʻa am Südwestzipfel der hawaiischen Insel Lānaʻi. Bereits 1770 ging der damalige Häuptling Kahekili von der Insel Maui diesem Sport nach. Er forderte seine Krieger auf, es ihm gleichzutun. Auf diese Weise konnten sie ihm seine Loyalität beweisen. Im Laufe der Zeit änderte sich Kahekillis Fokus. Das Klippenspringen entwickelte sich von einem reinen Beweis der Treue zu einem wettbewerbsorientierten Kräftemessen.
In der Vergangenheit organisierte Red Bull Klippenspringwettkämpfe immer in direkter Zusammenarbeit mit den Springern. Das Feedback der Springer und die Begeisterung der Zuschauer führten letztendlich zu einer natürlichen Entwicklung von Einzelveranstaltungen zu einer World Series mit spektakulären Standorten und den weltbesten Athleten. Durch die Red Bull Cliff Diving World Series wird ihnen eine Plattform zur Verfügung gestellt, um diesen Extremsport auf der ganzen Welt zu verbreiten.

## Qualifikation
Der erste Qualifikationswettkampf fand für die Red Bull Cliff Diving World Series 2011 statt.
Der Cliff Diving World Series Sieger wird bei den Männern unter 14 Athleten bestimmt. In diesem Zusammenhang sind die besten fünf Athleten in der Gesamtwertung aus der Vorsaison automatisch vorqualifiziert plus derjenigen, welche unter die Verletzungsrichtlinien fallen. Die übrigen Athleten müssen sich noch für die aktuelle Saison qualifizieren. Dies geschieht im Rahmen des Qualifizierungswettkampfs. Dabei finden acht Sprünge statt, wo technische und körperliche Kunstfertigkeiten den fünf internationalen Wettkampfrichtern vor Ort vorgeführt werden. Der Wettkampf dauert zwei Tage. Jeweils zwei geforderte Sprünge mit dem mindestens vorgegebenen Schwierigkeitsgrad (englisch: Degree of Difficulty, kurz DD) und zwei Sprünge nach eigener Wahl werden für das Gesamtresultat herangezogen.

## Veranstaltungsformat
Vor Beginn des Wettkampfs wird durch eine Ziehung die Reihenfolge der Springer in der ersten Runde bestimmt.

### Männer
Im Jahr 2009 wurden folgende Regeln für Männer bei den Wettkämpfen festgelegt:
- Ein Wettkampf an einem Standort besteht aus drei Runden mit jeweils einem Sprung pro Runde.
- Jeder Wettkampf dauert einen Tag.
- Der Sieger des Wettkampfs ist derjenige mit der höchsten Punktzahl aus allen drei Sprüngen.

Bei den Red Bull Cliff Diving World Series von 2009 bis 2011 fanden die Wettkämpfe jeweils unter 12 Teilnehmern statt. Ab dem Jahr 2012 liegt die Teilnehmerzahl bei maximal 14 Teilnehmern.
Im Jahr 2012 traten folgende Regeln bei den Wettkämpfen in Kraft:
- Ein Wettkampf an einem Standort besteht aus vier Runden mit jeweils einem Sprung pro Runde: zwei geforderte Sprünge mit mindestens einem Schwierigkeitsgrad von 3,6 und zwei Sprünge nach eigener Wahl.
- Jeder Wettkampf dauert zwei Tage.
- Die erste Runde bestimmt die Rangliste im direkten Wettkampf. Dabei tritt jeweils der Erstplatzierte gegen den 14-platzierten, der Zweitplatzierte gegen den 13-platzierten usw.
- Zwei Runden im direkten Wettkampf: ein geforderter Sprung und ein Sprung nach eigener Wahl.
- Finalrunde: Bei der letzten Runde treten die sieben Besten aus dem direkten Wettkampf und ein Lucky Loser (der beste Springer mit der höchsten Punktzahl unter den Verlierern) in einem Sprung nach eigener Wahl gegeneinander an.
- Mit Ausnahme der ersten Runde treten die Teilnehmer bei jeder Runde stets in umgekehrter Startreihenfolge zu der ermittelten Rangliste am Ende der jeweils vorherigen Runde an, die stets auf Grundlage der kumulierten Punktewertung aller bis dahin stattgefundenen Runden bei dem aktuellen Wettkampf basiert.
- Der Sieger des Wettkampfs ist derjenige mit der höchsten Punktzahl aus allen vier Sprüngen.

Im Jahr 2013 erfolgten kleine Änderungen am Regelwerk:
- Bei den geforderten Sprüngen wurde der Schwierigkeitsgrad von 3,6 auf 3,8 angehoben.
- Beide geforderten Sprünge und die Sprünge nach eigener Wahl müssen bei jedem Wettkampf im Wechsel erfolgen.
- Das Points Scratch System erlaubt dem Teilnehmer das schlechteste individuelle Wettkampfergebnis von den insgesamt stattgefundenen Wettkämpfen zu streichen.

Zu den Red Bull Cliff Diving Series 2017 wurden Änderungen am Regelwerk vorgenommen:
- In der ersten Runde beginnt man nun mit einem geforderten Sprung. Bei den früheren Red Bull Cliff Diving Series begann man stets mit einem Sprung nach eigener Wahl.
- Der Schwierigkeitsgrad bei einem geforderten Sprung wurde von 3,8 auf 2,8 gesenkt.
- Bei der zweiten Runde erfolgt ein Sprung nach eigener Wahl. Der maximale Schwierigkeitsgrad beträgt 3,6.

### Frauen
Bei den Red Bull Cliff Diving World Series 2014 nahmen zum ersten Mal Frauen teil. Dabei traten fünf permanente und drei Wildcards-Springerinnen bei drei Wettkämpfen gegeneinander an. Bei den Red Bull Cliff Diving World Series 2016 wurden zum ersten Mal sieben Wettkämpfe während einer Saison durchgeführt.
Folgende Regeln traten 2014 für Frauen in Kraft:
- Ein Wettkampf an einem Standort besteht aus drei Runden mit jeweils einem Sprung pro Runde: ein geforderter Sprung mit mindestens einem Schwierigkeitsgrad von 2,6 und zwei Sprünge nach eigener Wahl. Der geforderte Sprung und die beiden Sprünge nach eigener Wahl müssen bei jedem Wettkampf im Wechsel erfolgen.
- Jeder Wettkampf dauert zwei Tage.
- Die Siegerin des Wettkampfs ist diejenige mit der höchsten Punktzahl aus allen drei Sprüngen.

Alle anderen Regeln für die Frauen stimmen mit den der Männern überein.
Zu den Red Bull Cliff Diving Series 2017 wurden Änderungen am Regelwerk vorgenommen:
- Ein Wettkampf an einem Standort besteht aus drei Runden mit jeweils einem Sprung pro Runde: zwei geforderte Sprünge mit mindestens einem Schwierigkeitsgrad von 2,6 und einem Sprung nach eigener Wahl. Die geforderten Sprünge und der Sprung nach eigener Wahl müssen bei jedem Wettkampf im Wechsel erfolgen.

## Wettkampfrichter
Es gibt fünf internationale Wettkampfrichter pro Wettkampf, jeweils einen Hauptrichter und vier weitere Richter, die je nach Wettkampf wechseln können.

## Kriterien bei der Sprungbewertung
Die Wettkampfrichter beurteilen jeden Sprung nach folgenden Kriterien:
- Absprung von der Plattform
- Position in der Luft
- Eintauchen in das Wasser

Die Punkte vergeben die Wettkampfrichter in einem Halbpunkteintervall von 0 bis 10. Diese Kriterien gelten sowohl für Männer als auch für Frauen.

## Akrobatische Durchführung

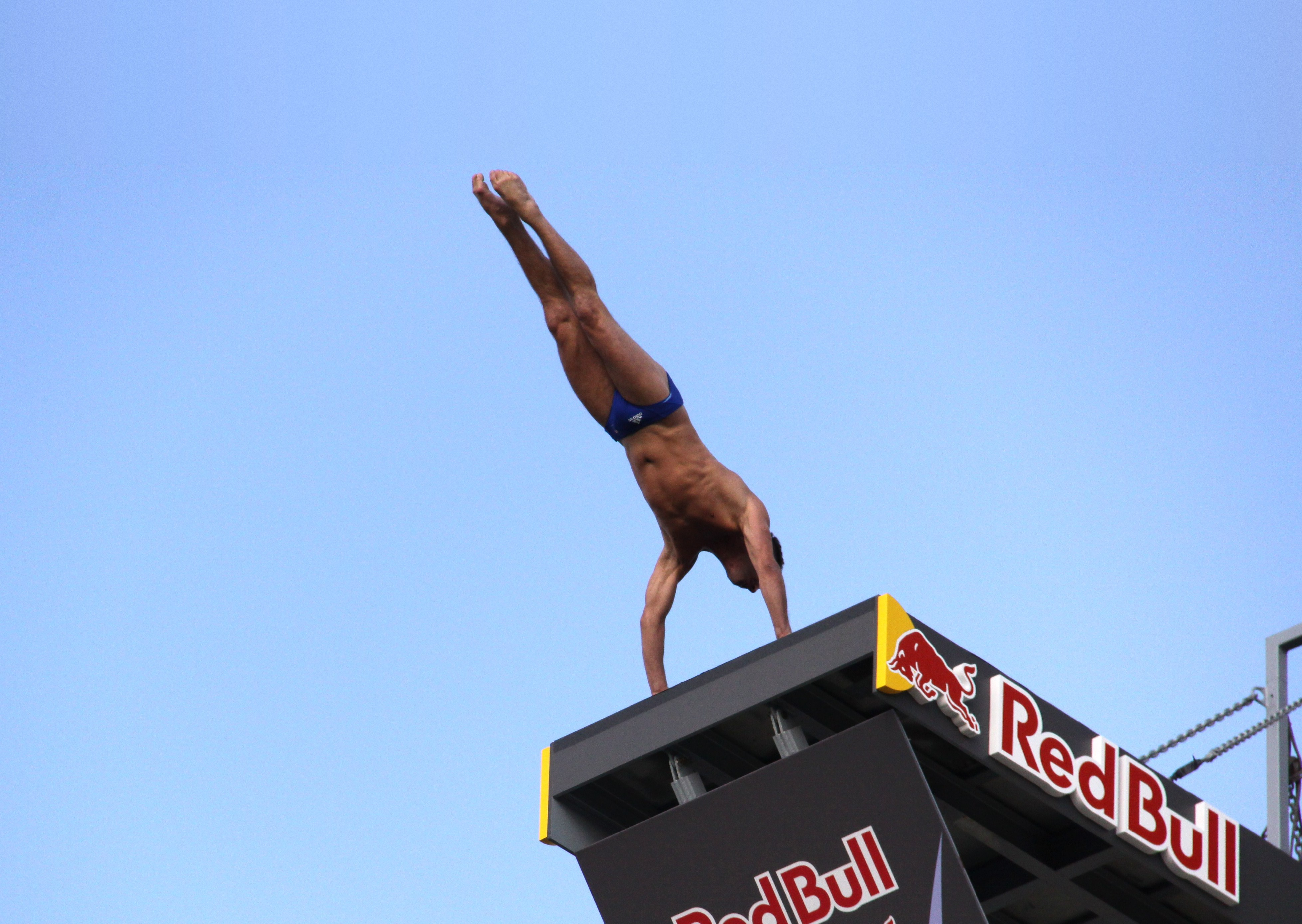
Red Bull Cliff Diving World Series 2011 in La Rochelle (Frankreich)

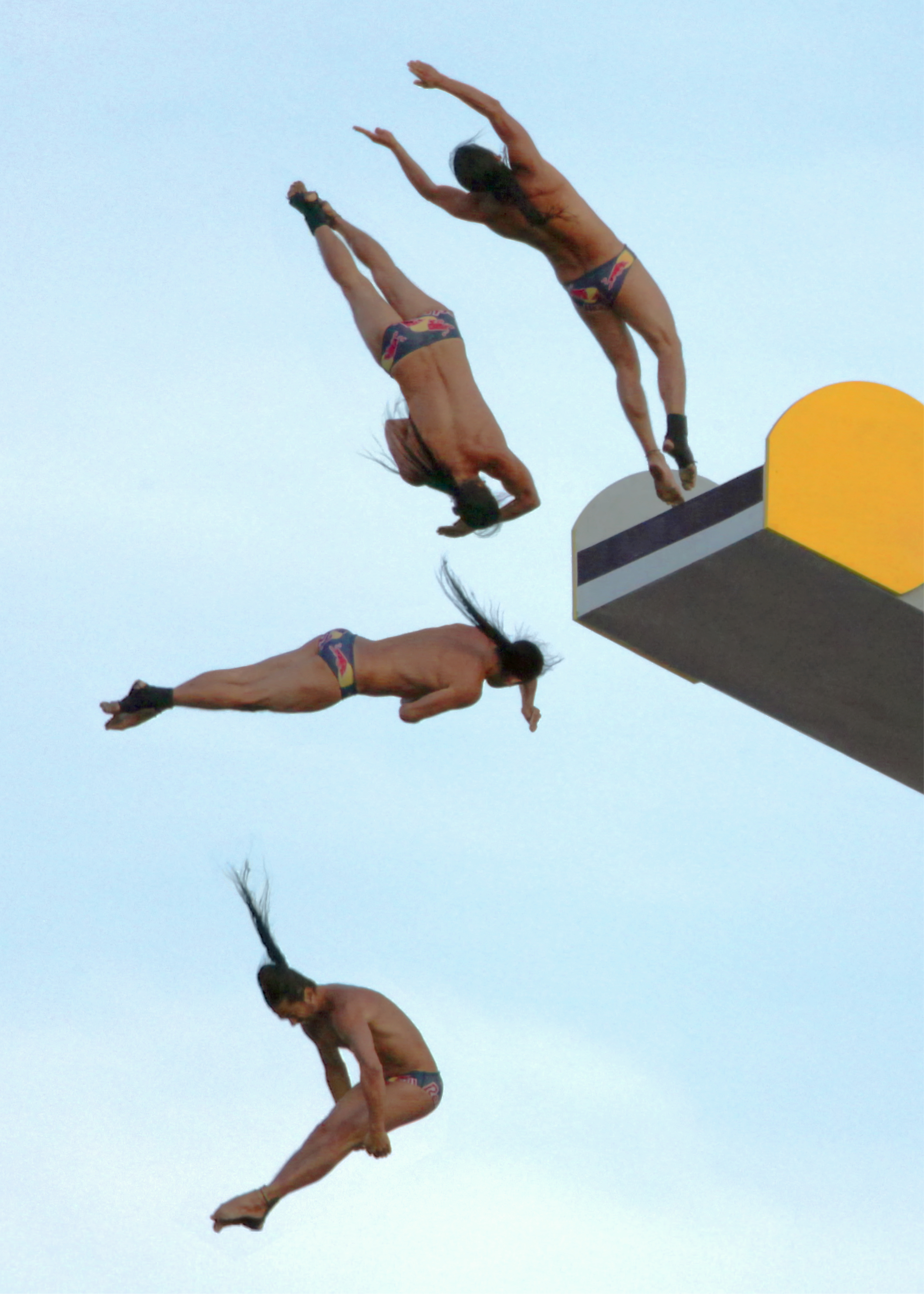
Eine komplette Absprungsequenz des Springers Orlando Duque bei den Red Bull Cliff Diving World Series 2012 in Boston (Vereinigte Staaten)

Einem Athleten stehen 119 verschiedene Sprünge zur Wahl.

### Absprungpositionen und Sprunggruppen
Die Springer müssen zwischen fünf Absprungpositionen wählen: Vorwärtssprung, Rückwärtssprung, Auerbachsprung, Delphinsprung und Handstandsprung. Die ersten vier genannten Absprungpositionen sind in Verbindung mit einem Schraubsprung möglich. Ein Handstandsprung kann vorwärt oder rückwärts erfolgen und jeweils in Verbindung mit einem Schraubsprung.
| Sprunggruppe | Absprung        | Durchführung                          |
| ------------ | --------------- | ------------------------------------- |
| 1            | Vorwärtssprung  | Absprung vorwärts, Drehung vorwärts   |
| 2            | Rückwärtssprung | Absprung rückwärts, Drehung rückwärts |
| 3            | Auerbachsprung  | Absprung vorwärts, Drehung rückwärts  |
| 4            | Delphinsprung   | Absprung rückwärts, Drehung vorwärts  |
| 5–8          | Schraubsprung   | in verschiedenen Ausführungen möglich |
| 9            | Handstandsprung | in verschiedenen Ausführungen möglich |

### Ausführung
Folgende Sprungelemente können während des Sprungs durchgeführt werden:
| Sprungelement      | Erläuterung |
| ------------------ | --- |
| gestreckt          | der Körper ist während des ganzen Sprungs gestreckt |
| gehechtet          | Hüfte gebeugt, Beine bleiben gestreckt |
| gehockt            | Hockstellung mit angezogenen Beinen |
| frei               | meist erst gestreckt, dann gehechtet (für Schraubensprünge) |
| Barani             | Ein Salto vorwärt mit einer halben Schraube. Wird häufig als Eintauchmanöver eingesetzt, da der Springer die beste Sicht auf das Wasser hat. |
| blindes Eintauchen | Das letzte Mal, dass der Springer das Wasser sieht, ist mindestens einen halben Salto vor dem Eintauchen und so muss er sich „blind“ darauf einstellen. |
| fliegende Sprünge  | Damit sind Sprünge zu verstehen, die aus mindestens einem vollständigen Salto in eine gestreckte Haltung für nicht weniger als 90° übergehen. Die gestreckte Haltung muss dann entweder in eine gehockte oder gehechtete Haltung übergehen.                                                                                      |
| Schraube           | Eine Schraube ist jede Bewegung während eines Sprungs, sobald der Springer sich um eine imaginäre vertikale Achse dreht, die vom Kopf bis zu den Zehen verläuft. Bis zu vier Umdrehungen können im Wettkampf durchgeführt werden und zu einem Vorwärts-, Rückwärts-, Auerbach-, Delphin- und Handstandsprung hinzugefügt werden. |

### Schwierigkeitsgrad
Der Schwierigkeitsgrad ist die Bewertung für den Sprung, welcher während eines Wettkampfs durchgeführt wird. Dieser wird mit der Summe der Punktewertungen von den Wettkampfrichtern multipliziert, wobei die höchste und die niedrigste Punktewertung verworfen werden. Der Schwierigkeitsgrad für einen Sprung wird anhand dieser Punkte gebildet:
- Art der Absprungposition
- Anzahl der Saltos
- Anzahl der Schrauben
- Haltung während der Saltos
- Art des Eintauchens

Der Schwierigkeitsgrad bei Red Bull Cliff Diving World Series reichte bei Männern bis 2014 von 3,8 bei geforderten Sprüngen bis zu 6,2 für schwierigste Sprünge in diesem Extremsport. Während der Red Bull Cliff Diving World Series 2015 stellte der Athlet Gary Hunt in La Rochelle (Frankreich), dem zweiten Wettkampf, mit seinem doppelten Salto rückwärts mit fünffacher Schraube einen neuen Rekord auf. Der Schwierigkeitsgrad lag bei 6,3.
Nach dem offiziellen Red Bull Cliff Diving World Series Regelwerk muss die Jury das beurteilen, was sie sieht und nicht was sie sehen will. Darüber hinaus muss jeder Sprung beurteilt werden ohne jegliche Vorurteile gegenüber dem Springer oder dem Sprung, um ein objektives Ergebnis zu gewährleisten.

## Gesamtpunktewertung bei einem Wettkampf
Dieses Kapitel befasst sich mit der Berechnung der Gesamtpunktewertung bei jedem Wettkampf. Anhand dieser wird die Rangliste am Ende des Wettkampfs ermittelt.

### Männer
Für Männer wurde folgende Regelung festgelegt:
- Es gibt fünf Punktewertungen von fünf Wettkampfrichtern.
- Die höchste und die niedrigste Punktewertung werden verworfen.
- Die verbliebenen drei Punktewertungen werden zusammenaddiert.
- Die Gesamtsumme wird mit dem jeweiligen Schwierigkeitsgrad des Sprungs multipliziert.
- Die Ergebnisse aus allen vier Runden werden für das Endresultat kumuliert.
- Die Punkte für den Wettkampf werden nach der Platzierung vom 1. bis zum 14. Platz (einschließlich Wildcards) verteilt.
- Der Gewinner eines Wettkampfs ist derjenige Teilnehmer mit dem höchsten Punktestand an dem jeweiligen Standort.

### Frauen
Für Frauen wurde folgende Regelung festgelegt:
- Es gibt fünf Punktewertungen von fünf Wettkampfrichtern.
- Die höchste und die niedrigste Punktewertung werden verworfen.
- Die verbliebenen drei Punktewertungen werden zusammenaddiert.
- Die Gesamtsumme wird mit dem jeweiligen Schwierigkeitsgrad des Sprungs multipliziert.
- Die Ergebnisse aus allen drei Runden werden für das Endresultat kumuliert.
- Die Punkte für den Wettkampf werden nach der Platzierung vom 1. bis zum 8. Platz (einschließlich Wildcards) verteilt.
- Die Gewinnerin eines Wettkampfs ist diejenige Teilnehmerin mit dem höchsten Punktestand an dem jeweiligen Standort.

## Rangliste
Die Rangliste wird am Ende eines Wettkampfs anhand der Gesamtpunktewertungen der Athleten gebildet. Je nach Positionierung erhält der Athlet seines Ranges entsprechend eine Punktewertung für den Wettkampf.
Von 2009 bis 2011 war die folgende Punktewertung bei den Wettkämpfen für Männer gültig:
| Rang   | 1  | 2  | 3  | 4  | 5 | 6 | 7 | 8 | 9 | 10 | 11 | 12 |
| Punkte | 20 | 16 | 13 | 11 | 9 | 7 | 6 | 5 | 4 | 3  | 2  | 1  |

Bei den Red Bull Cliff Diving World Series 2012 trat eine neue Punktewertung bei den Wettkämpfen für Männer in Kraft:
| Rang   | 1   | 2   | 3   | 4   | 5  | 6  | 7  | 8  | 9  | 10 | 11 | 12 | 13 | 14 |
| Punkte | 200 | 160 | 130 | 110 | 90 | 70 | 60 | 50 | 40 | 30 | 20 | 10 | 9  | 8  |

Ab der Red Bull Cliff Diving World Series 2014 nehmen auch Frauen teil. Die Punktewertung bei den Wettkämpfen für Frauen entspricht der für Männer. Allerdings findet nur eine Bewertung hinsichtlich der Ränge von 1 bis 8 statt.
Der Sieger bei den Männern ist der Athlet, der die höchste Gesamtpunktezahl in allen Wettkämpfen während der Saison erzielte. Dies gilt für Frauen genauso.

## Mögliche Fehler während des Sprungs
Folgendes wird von den Wettkampfrichtern als Fehler angesehen:
- schwacher Absprung, falscher Abstand zu Plattform
- Unästhetische Ausführung, offene oder gekreuzte Beine, ungebundene Zehen, Beine, die nicht gerade beim Hechtsprung oder der Aufbauposition oder der Eintauchphase sind
- kurzes und nicht vertikales Eintauchen, unter- oder überdrehtes Eintauchen

In folgenden Fällen kommt es zu Punktabzügen durch die Wettkampfrichter:
- Wenn die Arme sich deutlich über dem Kopf beim Eintauchen befinden.
- Wenn die Arme weg vom Körper sind, aber sich unter dem Kopf beim Eintauchen befinden.
- Für einen unvollständigen Handstand, sofern der Körper nicht für mindestens zwei Sekunden in einer vertikalen und geraden Ausrichtung verweilt, bevor zum Sprung angesetzt wird.
- „Fliegende“-Sprünge, die vor der Ausführung der beschriebenen Haltung eine volle 90°-Drehung aufzeigen.
- Wenn eine eindeutige Unterbrechung der gestreckten Haltung eintritt, nachdem mindestens ein vollständiger Salto entweder in eine gehockte oder gehechtete Haltung ausgeführt wurde.
- Eine Unterbrechung in der Haltung bei oder kurz vor dem Eintauchen, eine zwischenzeitliche Unterbrechung von der Haltung und wenn ein Sprung in einer völlig anderen Haltung als angekündigt erfolgte.

## Sprunghöhe und Plattform
Die männlichen Athleten springen bei den Wettkämpfen von einer Plattform, die je nach Standort in einer Höhe von 26,5 bis 28 m (85–92 Fuß) angebracht ist. Dies liegt im oberen Bereich der Spannbreite, da bei offiziellen Sportwettkämpfen die Sprunghöhe bei Männern zwischen 20 und 28 m beträgt.
Die weiblichen Athletinnen springen bei den Wettkämpfen von einer Plattform, die je nach Standort in einer Höhe von 19 bis 20 m (62–66 Fuß) angebracht ist. Dies liegt im unteren Bereich der Spannbreite, da bei offiziellen Sportwettkämpfen die Sprunghöhe bei Frauen zwischen 19 und 23 m beträgt.
Die Absprungplattform hat eine Mindestlänge von 1,5 m und eine Mindestbreite von 0,75 m. Sie ragt mindestens 2 m über die vertikale Falllinie hinaus.

## Risiken
Das höchste Verletzungsrisiko beim Athleten tritt während der Landung auf dem Wasser auf, wenn eingetauchte Körperteile schnell abgebremst werden und andere, oberhalb der Wasseroberfläche, noch in voller Geschwindigkeit sind. An dieser Stelle ist eine maximale körperliche Spannung unbedingt erforderlich. Unmittelbar nach dem Auftreffen auf das Wasser muss der Athlet aktiv abtauchen, um Stauchungen oder Verrenkungen von Körperteilen zu vermeiden.
Allerdings können große Fehler aufgrund der technischen Ausbildung und Erfahrung der Athleten ausgeschlossen werden. In diesem Zusammenhang ist folgendes zu erwähnen: Eine Bauchlandung auf dem Wasser aus einer Höhe von 28 m kann mit einer harten Landung aus eine Höhe von 13 m auf Beton verglichen werden. Daher verfolgen nur etwa drei bis vier Dutzend Athleten weltweit diesen Extremsport. Allgemein gesagt, bringen Sprünge aus eine Höhe über 28 m nicht viel Zeitvorteile wegen der rapiden Beschleunigung. Zusätzlich steigt das Verletzungsrisiko überproportional.
Die Männer haben beim Eintauchen in das Wasser eine Endgeschwindigkeit von 85 bis 90 km/h und Frauen eine Endgeschwindigkeit von 72 bis 75 km/h. Auf die Körper der Athleten wirken so physikalische Kräfte von 2–3 g.
Wegen des hohen Verletzungsrisikos für die Athleten sind drei Rettungstaucher in Standby beim Tauchplatz und eine Ambulanz in der unmittelbaren Nähe.

## Wahrnehmung in der Gesellschaft
Die jährliche "Red Bull Cliff Diving World Series" nimmt seit ihrer ersten Austragung im Jahr 2009 stetig an Bekanntheit und Beliebtheit weltweit zu. Dies ist an den wachsenden Zuschauerzahlen und Medieninteresse wahrzunehmen. Während der 28 Wettkämpfe in den ersten vier Saisons waren mehr als 460.000 Zuschauer und 1.650 Medien vor Ort, einschließlich Live-Sendungen. Bei dem Rekordsprung von Gary Hunt im Jahr 2015 in La Rochelle waren allein 75.000 Zuschauer anwesend.
Zu den Schwimmweltmeisterschaften 2013 in der spanischen Stadt Barcelona, welche der Schwimmweltverband FINA ausrichtete, wurde das Klippenspringen als neue Disziplin mit aufgenommen. Zum Großteil geschah dies als Folge des starken Engagements von Red Bull für den bis dahin noch kleinen und unbedeutenden Extremsport, welcher erst durch die Red Bull Cliff Diving World Series der breiten Öffentlichkeit bekannt wurde.
Der Klippenspringer Orlando Duque sagte 2013 folgendes:

“It's getting more and more interesting for new divers to come into the Series, because it's kind of a prestige thing, it's the top in our sport. Just like in any other sport there is the one event that everybody wants to participate in and want to win. This is what every high diver wants to win. Not because you're on TV or in magazines, no. Everybody in the sport knows your name after you're won this one.”

„Die Red Bull Cliff Diving World Series wird für neue Springer immer interessanter. Die Teilnahme daran ist eine Prestigesache, da es die Spitze in unserem Sport ist. So wie in jedem anderen Sport existiert nur die eine Veranstaltung, die jeder mitmachen und gewinnen will. Das ist es, was jeder Wasserspringer gewinnen will. Nicht weil man im Fernsehen oder in Zeitschriften erscheint. Jeder im Sport kennt deinen Namen, nachdem du diese eine gewonnen hast.“

Seit 2012 bringt Red Bull jeweils zu der aktuellen Saison das Red Bull Cliff Diving Magazine heraus.

## Cliff Diving World Series Sieger

### Männer
Im Folgenden ist eine Auflistung der Cliff Diving World Series Sieger bei den Männern zu finden:
| Saison | 1. Platz                                | 2. Platz                                | 3. Platz                                |
| ------ | --------------------------------------- | --------------------------------------- | --------------------------------------- |
| 2009   | Orlando Duque                           | Gary Hunt                               | Artjom Siltschenko                      |
| 2010   | Gary Hunt                               | Orlando Duque                           | Artjom Siltschenko                      |
| 2011   | Gary Hunt                               | Artjom Siltschenko                      | Michal Navrátil                         |
| 2012   | Gary Hunt                               | Orlando Duque                           | Steven LoBue                            |
| 2013   | Artjom Siltschenko                      | Gary Hunt                               | Orlando Duque                           |
| 2014   | Gary Hunt                               | Artjom Siltschenko                      | Steven LoBue                            |
| 2015   | Gary Hunt                               | Orlando Duque                           | Jonathan Paredes                        |
| 2016   | Gary Hunt                               | Jonathan Paredes                        | Andy Jones                              |
| 2017   | Jonathan Paredes                        | Gary Hunt                               | Blake Aldridge                          |
| 2018   | Gary Hunt                               | Steven LoBue                            | Jonathan Paredes                        |
| 2019   | Gary Hunt                               | Jonathan Paredes                        | Andy Jones                              |
| 2020   | Aufgrund von COVID-19-Pandemie abgesagt | Aufgrund von COVID-19-Pandemie abgesagt | Aufgrund von COVID-19-Pandemie abgesagt |
| 2021   | Gary Hunt                               | Constantin Popovici                     | Cătălin Preda                           |
| 2022   | Gary Hunt                               | Aidan Heslop                            | Cătălin Preda                           |
| 2023   | Constantin Popovici                     | Aidan Heslop                            | Carlos Gimeno                           |

### Frauen
Im Folgenden ist eine Auflistung der Cliff Diving World Series Sieger bei den Frauen zu finden:
| Saison | 1. Platz                                | 2. Platz                                | 3. Platz                                |
| ------ | --------------------------------------- | --------------------------------------- | --------------------------------------- |
| 2014   | Rachelle Simpson                        | Anna Bader                              | Adriana Jiménez                         |
| 2015   | Rachelle Simpson                        | Ginger Huber                            | Cesilie Carlton                         |
| 2016   | Rhiannan Iffland                        | Lysanne Richard                         | Cesilie Carlton                         |
| 2017   | Rhiannan Iffland                        | Helena Merten                           | Adriana Jiménez                         |
| 2018   | Rhiannan Iffland                        | Adriana Jiménez                         | Lysanne Richard                         |
| 2019   | Rhiannan Iffland                        | Jessica Macaulay                        | Lysanne Richard                         |
| 2020   | Aufgrund von COVID-19-Pandemie abgesagt | Aufgrund von COVID-19-Pandemie abgesagt | Aufgrund von COVID-19-Pandemie abgesagt |
| 2021   | Rhiannan Iffland                        | Jessica Macaulay                        | Molly Carlson                           |
| 2022   | Rhiannan Iffland                        | Molly Carlson                           | Eleanor Smart                           |
| 2023   | Rhiannan Iffland                        | Molly Carlson                           | Xantheia Pennisi                        |